# Tocópero
Tocópero ist ein Dorf im Mittelnorden des Bundesstaates Falcón, in Venezuela. Es ist Verwaltungssitz des Bezirks Tocópero. Es liegt an der Karibik. Im Jahre 2000 hatte es 2872 Einwohner.